# Marion Ehrhardt
Marion Ingeborg Agnes Ehrhardt (* 23. Juli 1932 in Hamburg; † 4. November 2011) war eine deutsche Romanistin und Lusitanistin.

## Leben und Werk
Marion Ehrhardt engagierte sich im Bund der europäischen Jugend, reiste 1952 in die portugiesische Kolonie Angola und arbeitete als Au-pair in Barry (Wales). Von 1953 bis 1955 studierte sie in Heidelberg, Coimbra und Hamburg und promovierte dort 1960 über Das Meer im Werke Fernando Pessoas. Von 1960 bis 1965 war sie Lektorin für deutsche Sprache und Literatur an der Universität Lissabon. Dann lebte sie als Privatgelehrte in Sintra.
Marion Ehrhardt trug das Verdienstkreuz am Bande des Verdienstordens der Bundesrepublik Deutschland (1987). Sie war Komtur im Orden des Infanten Dom Henrique (1991), Ehrenmitglied des portugiesischen Germanistenverbandes  (Associação portuguesa de estudos germanísticos. APEG) (1996) und Präsidentin der Marion Ehrhardt Stiftung (FME) zur Erforschung und Förderung deutsch-portugiesischer Kulturbeziehungen (2005).
Marion Ehrhardt fand ihre letzte Ruhe auf dem Hamburger Friedhof Ohlsdorf.

## Werke
- Um Opúsculo Alemão do século XVI sobre a História Portuguesa do Oriente, Frankfurt am Main 1964
- (Hrsg. und Übersetzerin mit Maria von Gleichen) Portugiesische Gedichte, Lissabon 1973
- (Übersetzerin mit Maria Luísa Schemann) Heinrich Lausberg,  Linguística românica, Lissabon 1974, 1981
- (mit  Rainer Hess und Jürgen Schmidt-Radefeldt) Portugal – Alemanha. Estudos sobre a reçepcão da cultura e da língua portuguesa na Alemanha = Portugal – Deutschland, hrsg. von Karl Heinz Delille, Coimbra 1980
- D. Fernando II. Um mecenas alemão regente de Portugal, Porto 1985
- A Alemanha e os descobrimentos portugueses, Lissabon 1989
- Die Bartholomäus-Brüderschaft der Deutschen in Lissabon. A Irmandade de S. Bartolomeu dos alemães em Lisboa. Ein Rückblick, Lissabon 1990